# Кенийский конституционный референдум (2005)
Кенийский конституционный референдум — референдум 21 ноября 2005, в ходе которого населению страны предлагалось одобрить или отклонить широкий круг поправок в конституцию Кении. Инициатива исходила из окружения действующего президента Мваи Кибаки. В ходе референдума большинство (58 %) высказалось против поправок, что некоторые аналитики восприняли как недоверие к власти.

## Поправки
- Укрепление вертикали власти: сосредоточение всей полноты власти в руках главы государства,
- земельную реформу,
- Запрет региональных партий
- Запрет абортов
- Запрет однополых браков
- введение религиозных судов для неисламского населения (христиан и индуистов).